# Клінтон (Індіана)
Клінтон (англ. Clinton) — місто (англ. city) в США, в окрузі Вермільйон штату Індіана. Населення — 4831 особа (2020).

## Географія
Клінтон розташований за координатами 39°39′39″ пн. ш. 87°24′17″ зх. д. / 39.66083° пн. ш. 87.40472° зх. д. (39.660965, -87.404659).  За даними Бюро перепису населення США в 2010 році місто мало площу 5,84 км², з яких 5,80 км² — суходіл та 0,05 км² — водойми.

## Демографія
Згідно з переписом 2010 року, у місті мешкали 4893 особи в 1988 домогосподарствах у складі 1232 родин. Густота населення становила 837 осіб/км².  Було 2332 помешкання (399/км²).
Расовий склад населення:
| - 97,5 % — білих - 0,3 % — корінних американців - 0,2 % — чорних або афроамериканців - 0,2 % — азіатів |

До двох чи більше рас належало 1,5 %. Частка іспаномовних становила 1,0 % від усіх жителів.
За віковим діапазоном населення розподілялося таким чином: 24,7 % — особи молодші 18 років, 57,6 % — особи у віці 18—64 років, 17,7 % — особи у віці 65 років та старші. Медіана віку мешканця становила 38,8 року. На 100 осіб жіночої статі у місті припадало 90,6 чоловіків;  на 100 жінок у віці від 18 років та старших — 81,2 чоловіків також старших 18 років.
Середній дохід на одне домашнє господарство  становив 37 733 долари США (медіана — 37 888), а середній дохід на одну сім'ю — 48 909 доларів (медіана — 47 587). Медіана доходів становила 42 316 доларів для чоловіків та 34 366 доларів для жінок. За межею бідності перебувало 18,1 % осіб, у тому числі 14,2 % дітей у віці до 18 років та 17,2 % осіб у віці 65 років та старших.
Цивільне працевлаштоване населення становило 1891 осіб. Основні галузі зайнятості: виробництво — 22,9 %, освіта, охорона здоров'я та соціальна допомога — 16,4 %, роздрібна торгівля — 15,4 %.